# Catorzè Govern d'Espanya durant la dictadura franquista

Escut de l'estat espanyol

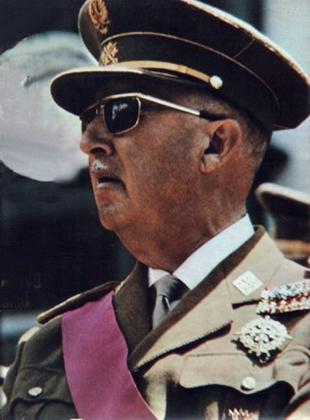
Francisco Franco, cap d'Estat

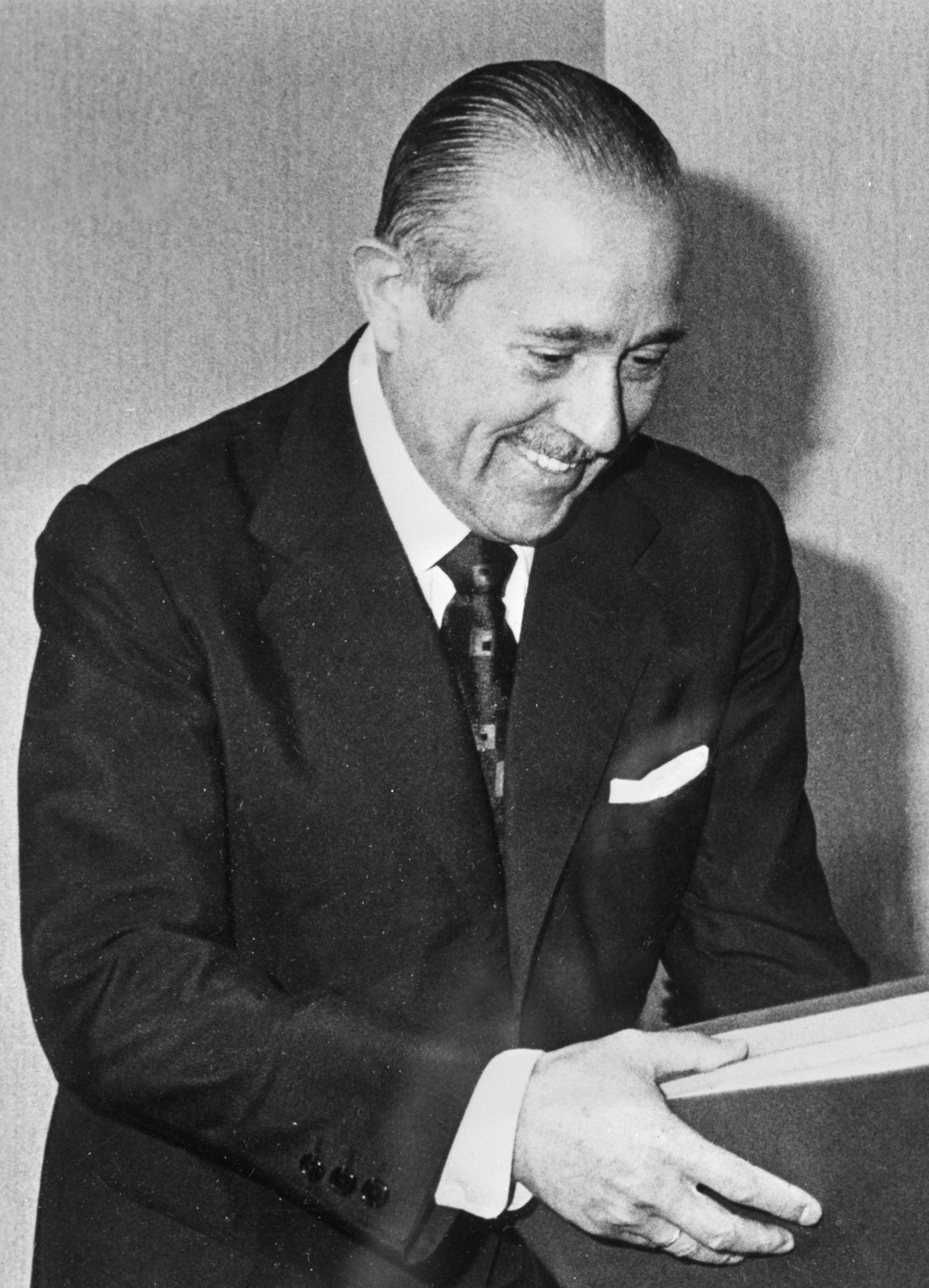
Carlos Arias Navarro, cap de Govern

El Catorzè Govern d'Espanya durant la dictadura franquista va durar del 3 de gener de 1974 a l'11 de març de 1975. Va ser el penúltim govern de la dictadura de Franco, ja que Francisco Franco va morir el 20 de novembre de 1975.

## Fets destacats
Després de la mort en un atemptat d'ETA de Luis Carrero Blanco, Francisco Franco encarregà l'immobilista Carlos Arias Navarro la formació d'un nou govern. Es caracteritzà per un augment de la repressió contra els sindicats (procés 1001) i contra l'oposició política. El març de 1974 condemnaren a mort i executaren Salvador Puig Antich i Heinz Chez, cosa que els provocà l'atac d'alguns sectors de l'església com Antonio Añoveros Ataún, bisbe de Bilbao. Alhora s'agreujava el problema del contenciós del Sàhara Espanyol amb el Marroc. Simultàniament, Francisco Franco començava a mostrar símptomes de mala salut. I malgrat la seva intenció aperturista (l'anomenat esperit del 12 de febrer), la Llei d'Associacions Polítiques aprovada pel govern era força restrictiva. Endemés la revolució dels Clavells a Portugal esperona al sector immobilista (anomenat búnker).

## Composició
- Cap d'Estat

Francisco Franco Bahamonde
- President del Govern

Carlos Arias Navarro
- Vicepresident Primer i Ministre de la Governació

José García Hernández.
- Vicepresident Segon i Ministre d'Hisenda

Antonio Barrera de Irimo
Rafael Cabello de Alba y Gracia
- Vicepresident Tercer i Ministre de Treball

Licinio de la Fuente de la Fuente
- Ministre de la Presidència

Antonio Carro Martínez
- Ministre d'Afers exteriors

Pedro Cortina Mauri
- Ministre de Justícia

Francisco Ruiz-Jarabo y Baquero
- Ministre de l'Exèrcit

Francisco Coloma Gallegos (militar)
- Ministre de l'Aire

Tinent General Mariano Cuadra Medina
- Ministre de Marina

Almirante Gabriel Pita da Veiga y Sanz
- Ministre d'Industria

Alfredo Santos Blanco
- Ministre de Comerç

Nemesio Fernández-Cuesta Illana
- Ministre d'Obres Públiques.

Antonio Valdés González-Roldán
- Ministre d'Agricultura

Tomás Allende y García-Baxter
- Ministre d'Habitatge

Luis Rodríguez de Miguel
- Ministre d'Educació

Cruz Martínez Esteruelas
- Ministre d'Informació i Turisme

Pío Cabanillas Gallas
León Herrera Esteban
- Ministre Secretari General del Moviment

José Utrera Molina
- Ministre Comissari del Pla de Desenvolupament

Joaquín Gutiérrez Cano
- Ministre de Relacions Sindicals

Alejandro Fernández Sordo

## Canvis
- El 20 de desembre de 1974 dimiteixen el vicepresident segon del govern i ministre d'Hisenda, Antonio Barrera de Irimo i el ministre d'Informació i Turisme, Pío Cabanillas Gallas sent substituïts el 21 de desembre per Rafael Cabello de Alba i per León Herrera Esteban respectivament.